# Riefelharnisch

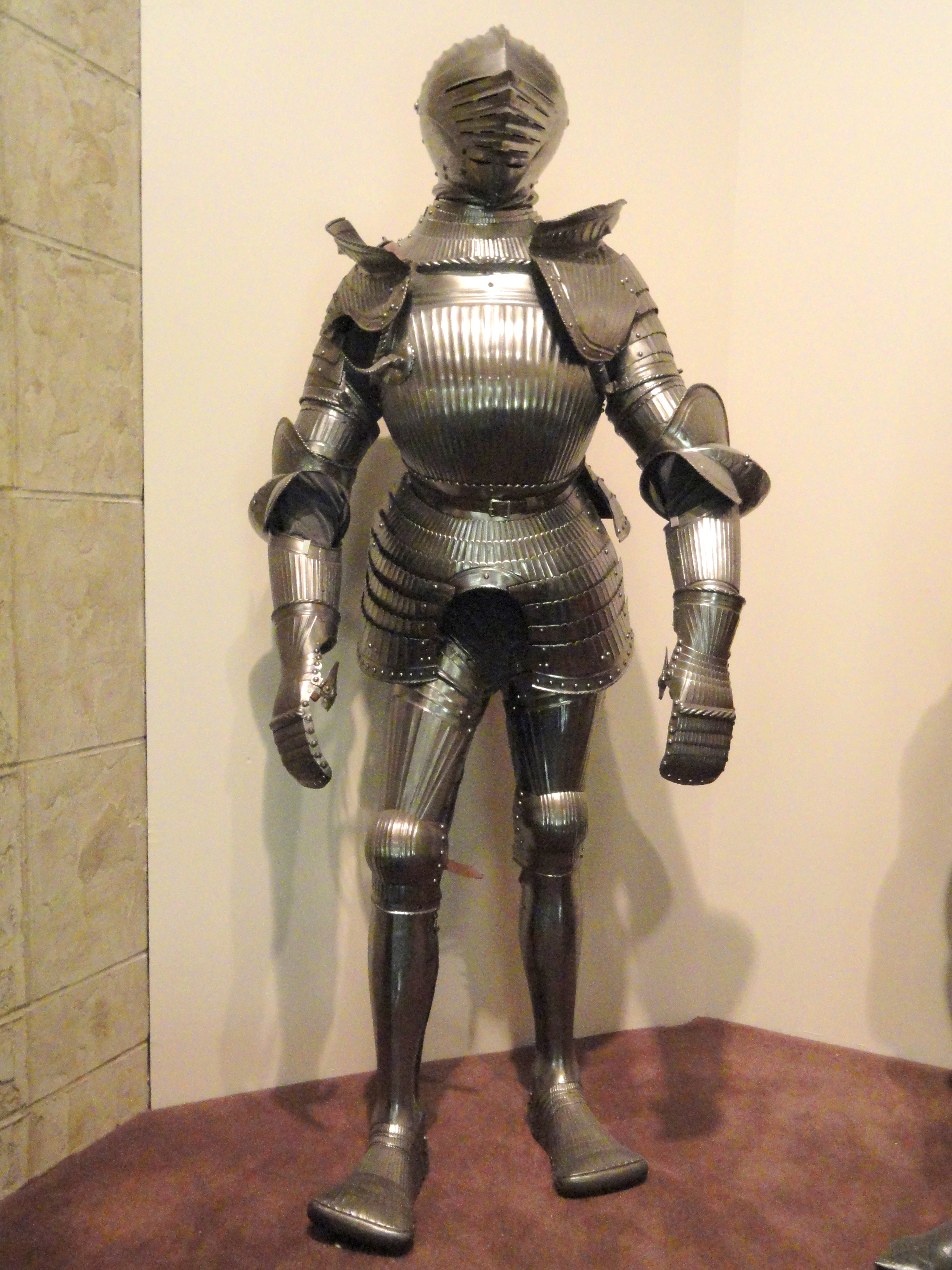
Ein Riefelharnisch aus Süddeutschland, um 1525–1530

Bei den Riefelharnischen handelt es sich um eine spezielle Harnischart mit geriffelter Oberfläche, die zu Beginn des 16. Jahrhunderts entstand und bis in die 1530er Jahre hinein produziert wurde.

## Beschreibung

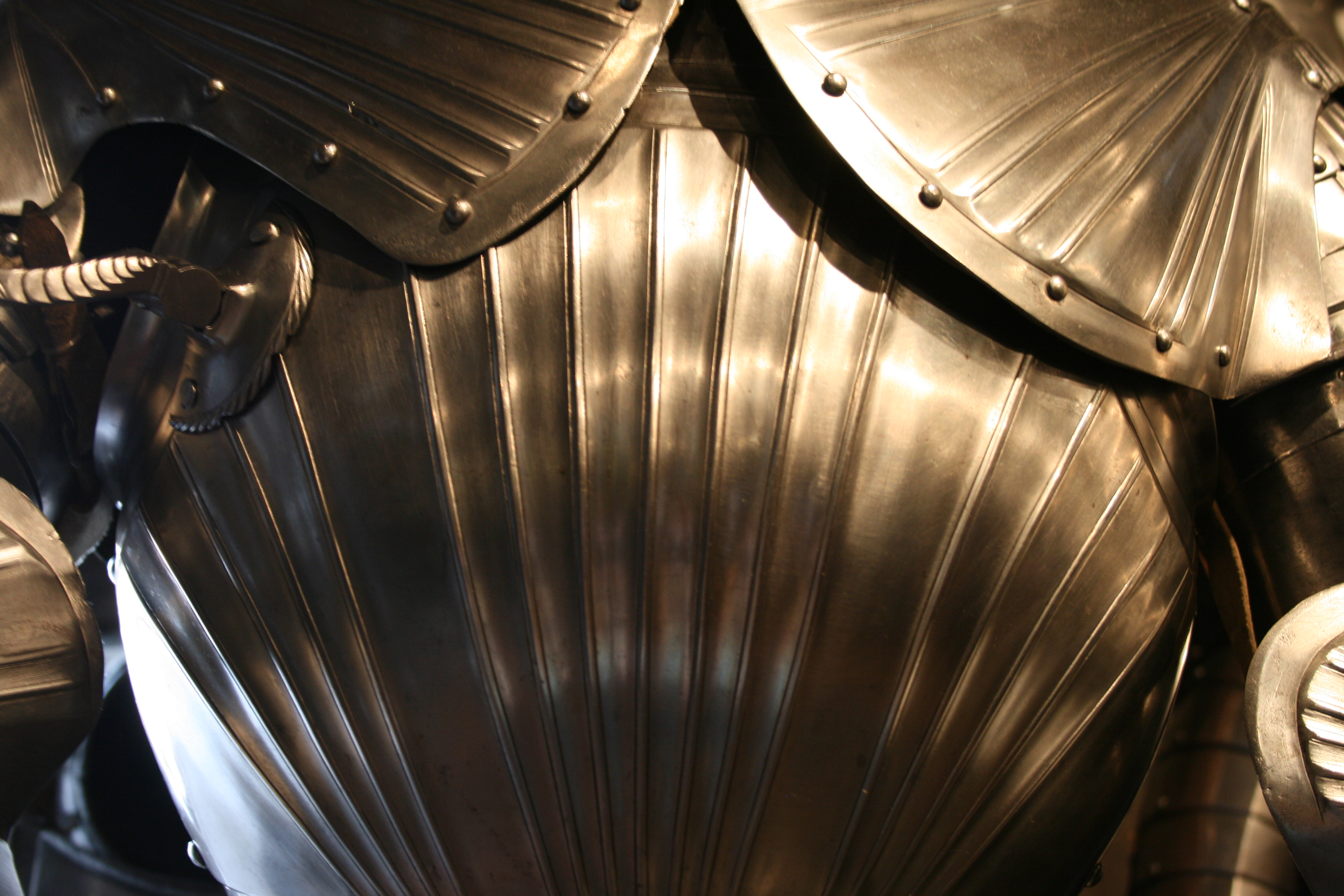
Geriffelte Oberfläche des Brustpanzers

Riefelharnische besaßen an sämtlichen Teilen – mit Ausnahme der Beinröhren – eine geriffelte Oberfläche. Dies war nicht nur äußerst dekorativ, sondern erhöhte auch den Schutz, den ein solcher Harnisch bot. Durch die geriffelte Oberfläche mit sehr scharfen Graten konnte ein auftreffendes Geschoss so gut wie nie den erforderlichen idealen Auftreffwinkel von 90° erhalten. Zudem wirkte die Riffelung als Versteifung und bot so bei geringerer Masse einen erhöhten mechanischen Widerstand gegen auftreffende Schläge. Daher war es möglich, relativ leichte und zugleich sehr widerstandsfähige Harnische herzustellen. Viele Riefelharnische wogen weniger als 25 Kilogramm und waren sogar für das Turnier geeignet. Doch die Herstellung von Riefelharnischen war dermaßen kostspielig, dass sie nach einigen Jahrzehnten komplett eingestellt wurde. Werden diese Riffel konvex statt konkav ausgeführt, spricht man von einem Pfeifenharnisch.
Früher sprach man oftmals in Anlehnung an Kaiser Maximilian I. von Maximiliansharnischen. Maximilian I. interessierte sich sehr für die Plattnerkunst – er gründete im Jahre 1504 eine  Rüstungsschmiede in Innsbruck. Er soll das Herstellungsverfahren für eine Massenherstellung der Riefelharnische selbst erfunden haben. Mittels einer Presstechnik war es möglich, je 30 Vorder- und Hinterteile der Brustpanzer auf einmal herzustellen. Ein spezielles Härteverfahren soll ebenfalls von Maximilian entwickelt und weitergegeben worden sein. Als Leiter dieser Fabrik wurde Konrad Seusenhoffer berufen, der selbst ein erfahrener Plattner war.